# Климент (Шуменская область)
Климент (болг. Климент) — село в Болгарии. Находится в Шуменской области, входит в общину Каолиново. Население составляет 1 270 человек.

## Политическая ситуация
В местном кметстве Климент, в состав которого входит Климент, должность кмета (старосты) исполняет Осман Хамид Джемаил (независимый) по результатам выборов правления кметства.
Кмет (мэр) общины Каолиново — Нида Намыков Ахмедов (ДПС) по результатам выборов в правление общины.